# کمپ خورخه خوان
کامپ خورخه خوان (به اسپانیایی: Campo de Jorge Juan) یا Explanada de la Plaza de Toros ورزشگاه خانگی رئال مادرید میان سال‌های ۱۹۰۲ و ۱۹۱۲ پس از بنیانگذاری باشگاه در ۶ مارس ۱۹۰۲ بود. بازیکنان رئال مادرید پیش از تبدیل شدن به یک باشگاه، از زمین دیگری از آن نقطه شهر به نام Tiro del Pichón در کنار پارک بوئن رتیرو استفاده می‌کردند. پس از نقل مکان به این مکان جدید، تیرو دل پیچون به ورزشگاه اصلی اتلتیکو مادرید تبدیل شد.
نخستین بازی در تاریخ باشگاه فوتبال رئال مادرید در ۹ مارس ۱۹۰۲ میان دو تیم با اعضای باشگاه رئال مادرید در آنجا برگزار شد (باشگاه فوتبال مادرید "B" برنده شد، ۶–۰، در برابر باشگاه فوتبال مادرید "A"). در همان روز مسابقه دیگری برگزار شد، با دو تیم متعادل‌تر، باشگاه فوتبال مادرید "A" در برابر باشگاه فوتبال مادرید "B" با نتیجه ۱–۰ پیروز شد.
بازیکنان معروفی که در اولین بازی اولیه بازی کردند خوان پادروس، ژولیان پالاسیوس و آدولفو ملندز بودند.
نخستین بازی مقابل یک باشگاه دیگر در ۲ مهٔ ۱۹۰۲ در برابر باشگاه فوتبال نیو مادرید انجام شد، بازی با تساوی ۱–۱ به پایان رسید و برای حضور بیشتر در ورزشگاه دل هیپودرمو برگزار شد.